# 下托拉姆
下托拉姆（法語：Thorame-Basse，法語發音：[tɔʁam bas]）是法国上普罗旺斯阿尔卑斯省的一个市镇，与上托拉姆相邻，属于卡斯泰拉讷区。

## 地理
下托拉姆（44°5'29"N, 6°30'4"E）面积97.72 平方千米，位于法国普罗旺斯-阿尔卑斯-蓝色海岸大区上普罗旺斯阿尔卑斯省，该省份为法国东南部内陆省份，北起上阿尔卑斯省，西接沃克吕兹省，西北接德龙省，南至瓦尔省，东临滨海阿尔卑斯省，东北部与意大利接壤。
与下托拉姆接壤的市镇（或旧市镇、城区）包括：博沃泽、德赖克斯、朗布吕斯、拉米尔阿尔让、普拉茨-上布莱奥讷、圣安德烈莱萨尔普、塔尔托讷、上托拉姆、维拉尔科尔马尔。

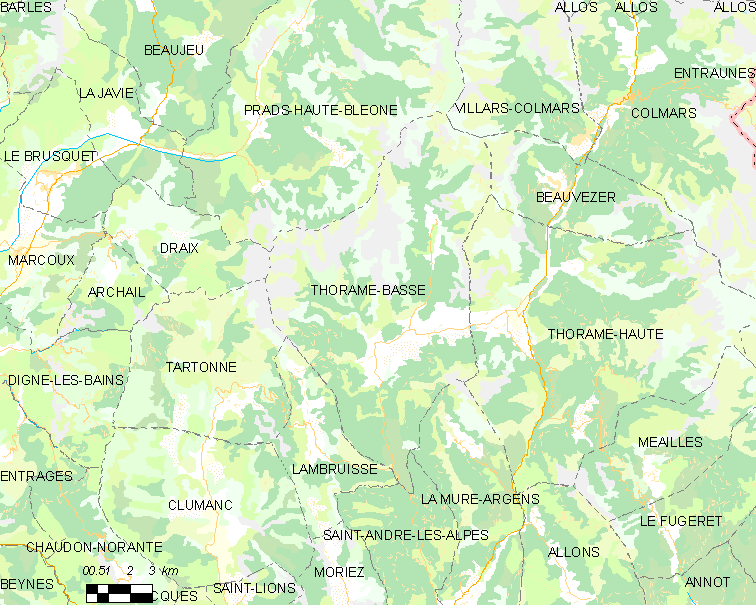
下托拉姆的OSM定位图

下托拉姆的时区为UTC+01:00、UTC+02:00（夏令时）。

## 行政
下托拉姆的邮政编码为04170，INSEE市镇编码为04218。

## 政治
下托拉姆所属的省级选区为卡斯泰拉讷县。

## 人口

1962-2008年间下托拉姆人口变化图示

下托拉姆于2022年1月1日时的人口数量为208人。